# 齋滷味

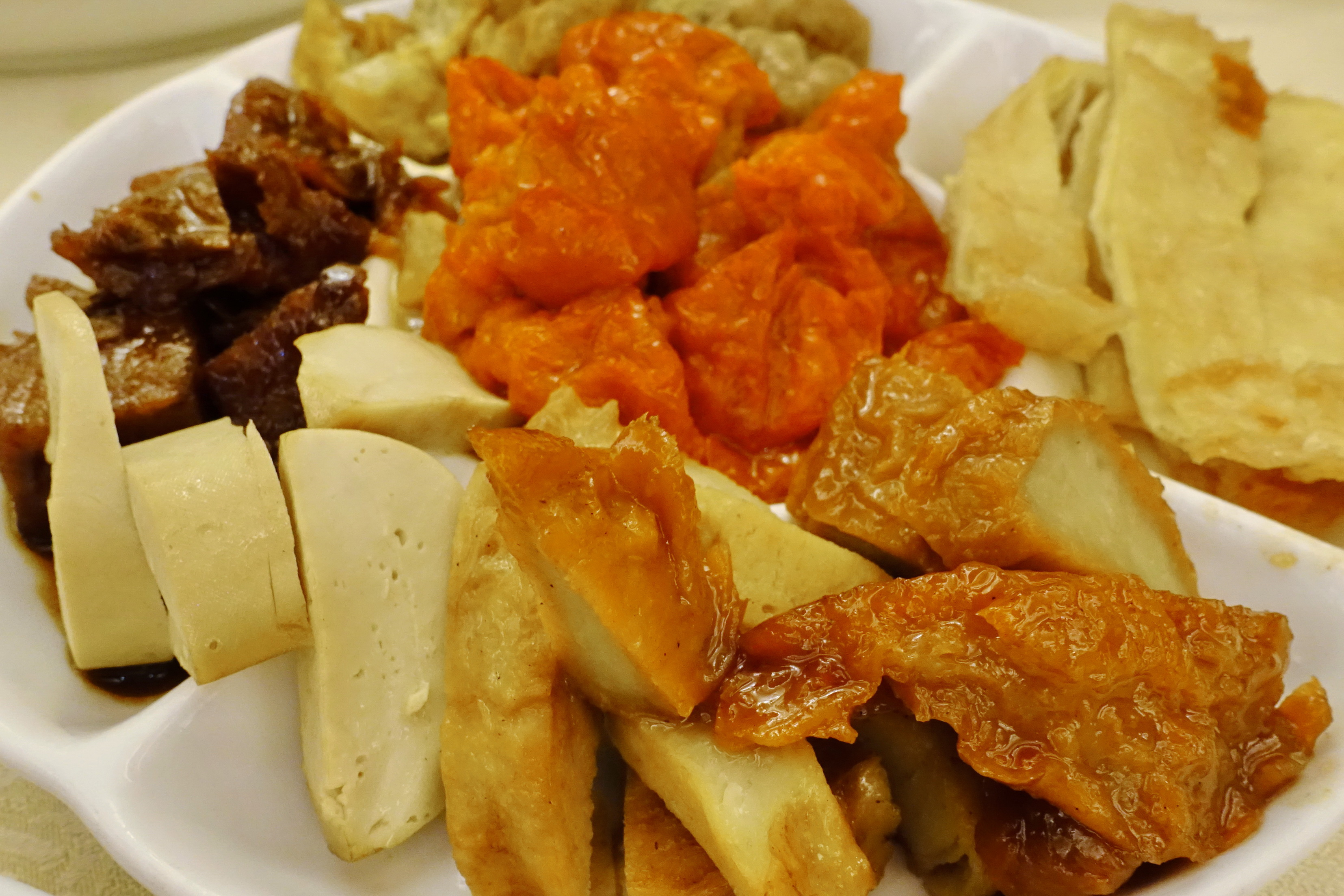
齋滷味拼盆

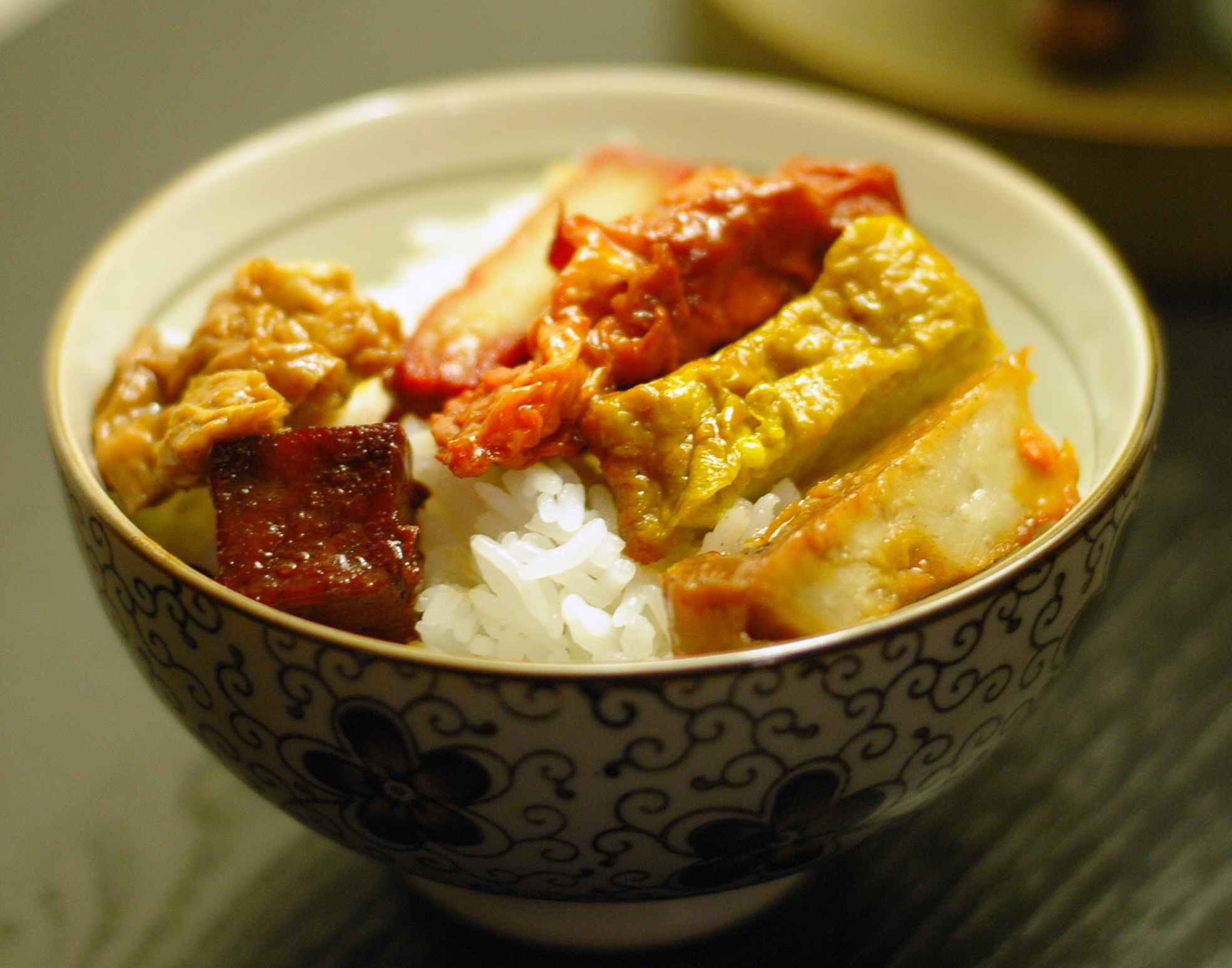
一碗白飯上的齋滷味

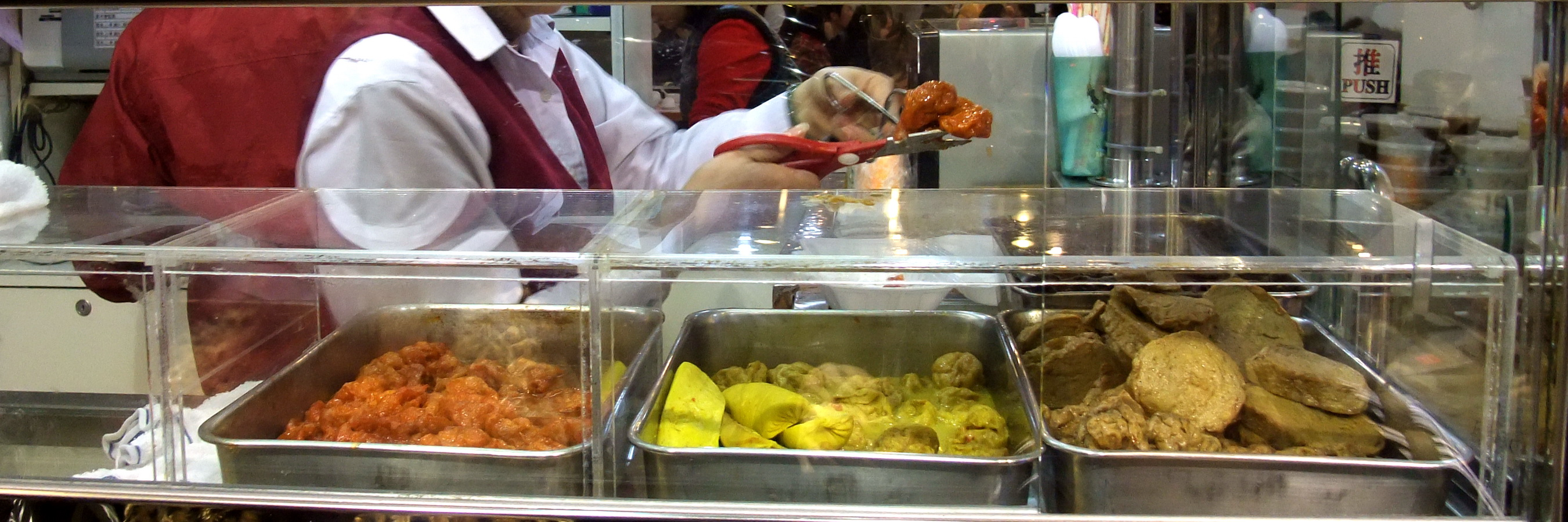
素食店前的齋鹵味外賣部，店員正為外賣的酸齋剪成小段

齋滷味（齋鹵味）是一種素食，一般有「酸齋」（酸甜齋）、「豉油（蠔油）齋」和「咖哩齋」的口味。外形造成「齋雞」、「齋鮑魚」、「齋叉燒」及「齋鴨腎」等不同的質感和形態，其實這些滷味的主要成份皆是麵筋配合不同的醬汁所做成。
酸齋的紅色往往是使用人工合成的食用色素E110（亦稱日落黃），豉油齋和咖哩齋則可能加入E621，即是谷氨酸鹽增味劑。日落黃在挪威和芬蘭已經被禁止使用，亦有組織催促美國食品藥品監督管理局(U.S. Food and Drug Administration,FDA)禁止日落黃的使用，因為該物質可能對兒童的行為及專注力有不良影響。
齋滷味在香港的傳統素食餐館都有供應，市民也會外賣回家佐膳。但是，必須注意不能讓這類食物在室溫下長時間擺放，否則會滋生細菌，導致細菌性食物中毒。

## 歌曲
《齋鹵味》亦是一部2006年於香港上映的電影《春田花花同學會》中的一首歌曲名稱。曲調是英文歌 Yellow Bird，由梁洛施主唱，葉氏兒童合唱團伴唱。歌詞中的「齋鹵味，細個就已經食。齋鹵味，至正係拜山食。」顯示齋滷味應可稱得上是香港人的集體回憶。

## 資料來源
1. ↑  . CBC News. 2008-09-29  [2011-01-15]. （原始内容存档于2007-07-03）.（英文）
2. ↑  . Cable News Network. 2010-06-30  [2011-01-15]. （原始内容存档于2010-07-03）.（英文）
3. ↑  McCann D, Barrett A, Cooper A. . Lancet. November 2007, 370 (9598): 1560–7. PMID 17825405. doi:10.1016/S0140-6736(07)61306-3.（英文）
4. ↑  . 新華網. 2010-01-13  [2011-01-15].[永久]
5. ↑  . 明報網站. 2010-06-29  [2011-01-15].[永久]